# Хильдегарда Баварская
Хильдегарда Баварская (нем. Hildegard von Bayern), полное имя Хильдегарда Луиза Шарлотта Терезия Фредерика (нем. Hildegard Luise Charlotte Theresia Friederike von Bayern, 10 июня 1825, Вюрцбург — 2 апреля 1864, Вена) — баварская принцесса из рода Виттельсбахов, дочь короля Баварии Людвига I и его жены Терезы, супруга герцога Тешенского Альбрехта.

## Биография
Хильдегарда родилась 10 июня 1825 года в Вюрцбурге, где находилось резиденция её отца, тогда кронпринца Баварского Людвига. Она стала седьмым ребёнком и четвёртой дочерью в семье. Матерью Хильдегарды была принцесса Тереза Саксен-Гильдбургхаузенская. Среди её братьев и сестер были король Баварии Максимиалиан II, король Греции Оттон I, герцогиня Моденская Альдегунда, великая герцогиня Гессенская Матильда, принц-регент Баварии Луитпольд.
На момент рождения в стране правил её дед Максимилиан I. Через четыре месяца он умер. Отец принцессы стал королём Баварии под именем Людвиг I.

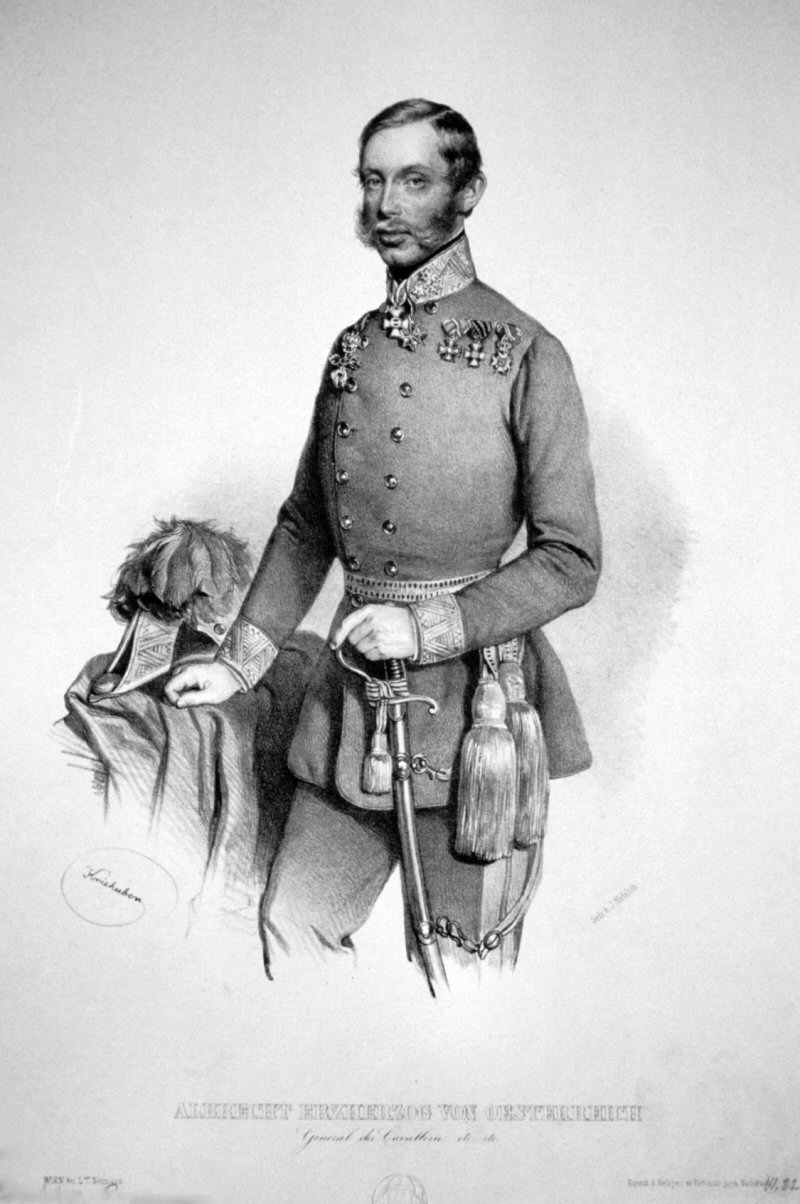
Альбрехт Австрийский

В возрасте 19 лет она вышла замуж за сына герцога Тешенского эрцгерцога Альбрехта, которому было 26 лет. Жених служил в австрийских войсках и был фельдмаршалом-лейтенантом. Церемония брака состоялась 1 мая 1844 года в Мюнхене.
15 января 1845 года Альбрехт был назначен командующим войсками Верхней и Нижней Австрии, а также Зальцбурга. Через полгода родилась их первая дочь. Вообще в семье родилось трое детей:
- Мария Тереза (1845—1927) — супруга герцога Филиппа Вюртембергского, имела пятерых детей;
- Карл (1847—1848) — умер в детстве;
- Матильда (1849—1867) — была обручена с принцем Умберто Савойским, но погибла от несчастного случая в возрасте 18 лет.

В 1847 году Альбрех стал герцогом Тешенским, Тереза стала герцогиней. После рождения младшей дочери, несмотря на длительное лечение, Хильдегарда больше не могла иметь детей.
Герцогиня умерла в 1864 году, после того, как простудилась на похоронах своего брата Максимилиана. Умерла меньше чем через месяц после него 2 апреля 1864 года. Похоронена в Капуцинеркирхе.